# Berg (Turgóvia)
Berg é uma comuna da Suíça, no Cantão Turgóvia, com cerca de 2 985 habitantes. Estende-se por uma área de 13,1 km², de densidade populacional de 228 hab/km². Confina com as seguintes comunas: Birwinken, Bürglen, Kemmental, Lengwil, Weinfelden.
A língua oficial nesta comuna é o alemão.